# Samocewnikowanie
Samocewnikowanie (cewnikowanie przerywane) - zabieg polegający na opróżnianiu pęcherza moczowego cewnikiem wprowadzanym przez cewkę moczową. 
Stosuje się w przypadku niecałkowitego opróżniania pęcherza lub w zaburzeniach oddawania moczu po urazie kręgosłupa lub w przebiegu SM. Cewnikowanie wykonuje sam pacjent, używając jednorazowego cewnika typu nelaton lub tiemann. Cewnikowanie tą metodą wykonuje się kilka razy na dobę. Zabieg ten mogą wykonywać zarówno kobiety jak i mężczyźni.

Przeczytaj ostrzeżenie dotyczące informacji medycznych i pokrewnych zamieszczonych w Wikipedii.